# Réunion-Kreolisch
Réunion-Kreolisch (Kreol: Kréol Réyoné/Rénioné auch „Réunionnais“, auf La Réunion selbst stets nur „Kréol“ genannt) ist eine Kreolsprache auf Réunion. Die Basis ist Französisch, doch es gibt auch Begriffe aus Malagasy, Hindi, Portugiesisch, Gujarati und Tamil.

## Geschichte
Die Sprache gliedert sich in drei, ineinander übergehende Dialekte: Das Kreolisch des Berglandes, das Kreolisch des Flachlandes und das städtische Kreolisch, das dem Französischen am ähnlichsten ist.
Louis Héry war im 19. Jahrhundert ein Schriftsteller, der erstmals auf Réunion-Kreolisch geschrieben hat.

## Gebrauch
Kreol ist die Muttersprache der meisten Einwohner La Réunions, unabhängig von der Herkunft der sehr gemischten Bevölkerung.
Oftmals lernen Kinder erst in der Schule Französisch, was sie vor Schwierigkeiten stellt, da der französische Staat im Bildungswesen keine anderen Sprachen zulässt.
Kreol ist vor allem im familiären und freundschaftlichen Gebrauch verbreitet. Daneben finden z. B. auch der Handel auf den Märkten hauptsächlich auf Kreol statt.
Das Kreolische wird außerdem in den traditionellen Musikrichtungen Séga und Maloya verwendet.

## Schriftsprache
Versuche, ein Wörterbuch mit Grammatik zu schreiben, haben noch zu keiner offiziellen Publikation geführt. Auf Réunion wird meist Französisch als Schriftsprache verwendet.
Wird auf Kreol geschrieben, so ist die Rechtschreibung phonetisch. Außerdem wird das im französischen häufig verwendete C je nach Aussprache als S oder K geschrieben. Es existieren Akzente über dem E und dem I (é, ë, ï). C, j, q, u und x werden höchstens in Lehnwörtern benutzt.